# Кубок мира по лёгкой атлетике 1977
Первый Кубок мира по лёгкой атлетике прошёл 2—4 сентября 1977 года на стадионе «Райнштадион» в Дюссельдорфе (ФРГ). В турнире приняли участие по 8 команд среди мужчин и женщин: 5 сборных континентов и 3 сильнейшие страны. На протяжении трёх дней участники боролись за командную победу по итогам 20 мужских и 14 женских легкоатлетических дисциплин.
К участию в Кубке мира 1977 года были допущены по 8 мужских и женских команд:
- США
- По 2 лучшие сборные по итогам Кубка Европы 1977 года ( ГДР и  ФРГ у мужчин и  ГДР и  СССР у женщин)
- 5 сборных континентов: Азия, Америка, Африка, Европа, Океания

## Формат
Соревнования были организованы ИААФ по образу Кубка Европы, который с успехом проходил с 1965 года. Основной особенностью нового турнира являлось участие сборных континентов.
В каждой из проводимых дисциплин выступал один человек от команды. Команда-победитель определялась по наибольшей набранной сумме очков. Очки начислялись следующим образомː за победу в дисциплине — 9 очков, 2-е место — 7 очков, 3-е место — 6 очков, 4-е — 5 очков, 5-е — 4 очка, 6-е — 3 очка, 7-е — 2 очка, 8-е — 1 очко. Дисквалифицированные, сошедшие с дистанции, а также не имевшие зачётных попыток участники не получали ни одного очка.

## Соревнования
Первый Кубок мира запомнился целым рядом высоких результатов. Главным событием стал новый мировой рекорд, который установила мужская сборная США в эстафете 4×100 метров. Билл Коллинз, Стив Риддик, Клифф Уайли и Стив Уильямс пробежали дистанцию за 38,03, улучшив предыдущее достижение своих же соотечественников на 0,16 секунды.
Эфиопский бегун Мирутс Ифтер сделал победный дубль на стайерских дистанциях 5000 и 10 000 метров.
Аналогичного успеха добился кубинец Альберто Хуанторена, отличившийся в беге на 800 и 400 метров. Сначала он одержал яркую победу над Майком Бойтом из Кении, подтвердив своё лидерство в мировом сезоне на дистанции 800 метров. Стать первым в беге на 1 круг ему удалось только со второй попытки: Хуанторена подал протест на первоначальные результаты дисциплины, где он финишировал третьим. Со слов спортсмена, он не услышал звук стартового выстрела из-за шума пролетавшего самолёта и работавших фоторепортёров, начав бежать слишком поздно. Организаторы признали правоту кубинца и назначили перебежку на следующий день. Второй старт на 400 метров Хуанторена выиграл, несмотря на то, что его основные конкуренты пробежали даже быстрее, чем в первый раз.
Трёхкратная олимпийская чемпионка Ирена Шевиньская из Польши принесла две победы сборной Европы в беге на 200 и 400 метров, а также помогла команде занять второе место в эстафете 4×400 метров.
Эдвин Мозес из США выиграл бег на 400 метров с барьерами со вторым результатом в мировой истории (47,58), проиграв своему же мировому рекорду всего 0,13 секунды.
Несмотря на обилие высоких результатов, во многих дисциплинах Кубка мира была заметна существенная разница в классе между участниками.

## Командное первенство
Уверенные победы в первом розыгрыше Кубка мира одержали мужская сборная ГДР и женская команда Европы.
В мужском зачёте перед последним видом, эстафетой 4×400 метров, хорошие шансы на победу сохранялись у спортсменов из США. Для этого им нужно было опережать ГДР как минимум на два места. Данная задача казалась выполнимой вплоть до четвёртого этапа, на который американцы уходили лидерами, а восточные немцы были только четвёртыми. Однако все надежды перечеркнула травма задней поверхности бедра, которую финишёр команды США Макси Паркс получил через 100 метров после передачи эстафетной палочки. После схода с дистанции главных конкурентов дорога к Кубку мира для сборной ГДР оказалась открыта.
| Место | Команда | Очки |
| ----- | ------- | ---- |
| 1     | ГДР     | 127  |
| 2     | США     | 120  |
| 3     | ФРГ     | 112  |
| 4     | Европа  | 111  |
| 5     | Америка | 92   |
| 6     | Африка  | 78   |
| 7     | Океания | 48   |
| 8     | Азия    | 44   |

| Место | Команда | Очки |
| ----- | ------- | ---- |
| 1     | Европа  | 109  |
| 2     | ГДР     | 93   |
| 3     | СССР    | 90   |
| 4     | США     | 60   |
| 5     | Америка | 56   |
| 6     | Океания | 46   |
| 7     | Африка  | 32   |
| 8     | Азия    | 30   |

## Результаты

### Сильнейшие в отдельных видах — мужчины
Сокращения: WR — мировой рекорд | AR — рекорд континента | NR — национальный рекорд | CR — рекорд Кубка мира

| Дисциплина                         | 1-е место                                                        | 1-е место            | 2-е место                                                         | 2-е место          | 3-е место                                                               | 3-е место          |
| ---------------------------------- | ---------------------------------------------------------------- | -------------------- | ----------------------------------------------------------------- | ------------------ | ----------------------------------------------------------------------- | ------------------ |
| 100 м (ветер: −0,3 м/с)            | Стив Уильямс США                                                 | 10,13 CR             | Ойген Рай ГДР                                                     | 10,15              | Сильвио Леонард Америка/Куба                                            | 10,19              |
| 200 м (ветер: +1,0 м/с)            | Клэнси Эдвардс США                                               | 20,17 CR             | Пьетро Меннеа Европа/Италия                                       | 20,17 CR           | Сильвио Леонард Америка/Куба                                            | 20,30              |
| 400 м                              | Альберто Хуанторена Америка/Куба                                 | 45,36 CR             | Фолькер Бек ГДР                                                   | 45,50              | Роберт Тэйлор США                                                       | 45,57              |
| 800 м                              | Альберто Хуанторена Америка/Куба                                 | 1.44,04 CR           | Майк Бойт Африка/Кения                                            | 1.44,14            | Вилли Вюльбек ФРГ                                                       | 1.45,47            |
| 1500 м                             | Стив Оветт Европа/Великобритания                                 | 3.34,45 CR           | Томас Вессингхаге ФРГ                                             | 3.35,98            | Юрген Штрауб ГДР                                                        | 3.37,5             |
| 5000 м                             | Мирутс Ифтер Африка/Эфиопия                                      | 13.13,82 AR CR       | Марти Ликуори США                                                 | 13.15,06 AR        | Дэвид Фитцсимонс Океания/Австралия                                      | 13.17,42           |
| 10 000 м                           | Мирутс Ифтер Африка/Эфиопия                                      | 28.32,3 CR           | Йорг Петер ГДР                                                    | 28.34,0            | Йос Херменс Европа/Нидерланды                                           | 28.35,0            |
| 3000 м с препятствиями             | Михаэль Карст ФРГ                                                | 8.21,60 CR           | Эшету Тура Африка/Эфиопия                                         | 8.22,5             | Джордж Малли США                                                        | 8.25,2             |
| 110 м с барьерами (ветер: 0,0 м/с) | Томас Мункельт ГДР                                               | 13,41 CR             | Алехандро Касаньяс Америка/Куба                                   | 13,50              | Чарльз Фостер США                                                       | 13,51              |
| 400 м с барьерами                  | Эдвин Мозес США                                                  | 47,58 CR             | Фолькер Бек ГДР                                                   | 48,83              | Харальд Шмид ФРГ                                                        | 48,85              |
| Прыжок в высоту                    | Рольф Байльшмидт ГДР                                             | 2,30 м CR            | Дуайт Стоунс США                                                  | 2,27 м             | Яцек Вшола Европа/Польша                                                | 2,24 м             |
| Прыжок с шестом                    | Майк Тулли США                                                   | 5,60 м CR            | Владислав Козакевич Европа/Польша                                 | 5,55 м             | Аксель Вебер ГДР                                                        | 5,30 м             |
| Прыжок в длину                     | Арни Робинсон США                                                | 8,19 м (0,0 м/с) CR  | Ханс Баумгартнер ФРГ                                              | 7,96 м (−0,3 м/с)  | Чарльтон Эхизуэлен Африка/Нигерия                                       | 7,89 м (+0,2 м/с)  |
| Тройной прыжок                     | Жуан Карлуш ди Оливейра Америка/Бразилия                         | 16,68 м (0,0 м/с) CR | Анатолий Пискулин Европа/СССР                                     | 16,61 м (+0,4 м/с) | Клаус Хуфнагель ГДР                                                     | 16,43 м (+0,4 м/с) |
| Толкание ядра                      | Удо Байер ГДР                                                    | 21,74 м CR           | Рейо Стольберг Европа/Финляндия                                   | 20,46 м            | Ральф Райхенбах ФРГ                                                     | 19,97 м            |
| Метание диска                      | Вольфганг Шмидт ГДР                                              | 67,14 м CR           | Мак Уилкинс США                                                   | 66,64 м            | Хайн-Дирек Ной ФРГ                                                      | 62,64 м            |
| Метание молота                     | Карл-Ханс Рим ФРГ                                                | 75,64 м CR           | Йохен Заксе ГДР                                                   | 75,40 м            | Питер Фармер Океания/Австралия                                          | 73,92 м            |
| Метание копья                      | Михаэль Вессинг ФРГ                                              | 87,46 м CR           | Вольфганг Ханиш ГДР                                               | 84,28 м            | Миклош Немет Европа/Венгрия                                             | 80,82 м            |
| Эстафета 4×100 м                   | США · Билл Коллинз · Стив Риддик · Клифф Уайли · Стив Уильямс    | 38,03 WR CR          | ГДР · Манфред Кокот · Ойген Рай · Детлеф Кюбек · Александр Тиме   | 38,57              | Америка Руй да Силва Сильвио Леонард Дон Куорри Освальдо Лара           | 38,66              |
| Эстафета 4×400 м                   | ФРГ Лотар Криг Франц-Петер Хофмайстер Харальд Шмид Бернд Херрман | 3.01,24 CR           | Европа Йосип Алебич Франсис Демартон Дэвид Дженкинс Ришард Подляс | 3.02,47            | Америка Делмо да Силва Фред Соуэрби Брайан Саундерс Альберто Хуанторена | 3.02,77            |

### Сильнейшие в отдельных видах — женщины
| Дисциплина                         | 1-е место                                                          | 1-е место           | 2-е место                                                            | 2-е место         | 3-е место                                                                         | 3-е место         |
| ---------------------------------- | ------------------------------------------------------------------ | ------------------- | -------------------------------------------------------------------- | ----------------- | --------------------------------------------------------------------------------- | ----------------- |
| 100 м (ветер: 0,0 м/с)             | Марлис Эльснер ГДР                                                 | 11,16 CR            | Соня Ланнамен Европа/Великобритания                                  | 11,26             | Сильвия Чивас Америка/Куба                                                        | 11,34             |
| 200 м (ветер: −0,7 м/с)            | Ирена Шевиньская Европа/Польша                                     | 22,72 CR            | Бербель Эккерт ГДР                                                   | 23,02             | Татьяна Пророченко СССР                                                           | 23,26             |
| 400 м                              | Ирена Шевиньская Европа/Польша                                     | 49,52 CR            | Марита Кох ГДР                                                       | 49,76             | Марина Сидорова СССР                                                              | 51,29             |
| 800 м                              | Тотка Петрова Европа/Болгария                                      | 1.59,20 CR          | Кристина Либетрау ГДР                                                | 1.59,47           | Светлана Стыркина СССР                                                            | 1.59,72           |
| 1500 м                             | Татьяна Казанкина СССР                                             | 4.12,74 CR          | Фрэнси Ларрьё США                                                    | 4.13,0            | Ульрике Брунс ГДР                                                                 | 4.13,1            |
| 3000 м                             | Грете Вайтц Европа/Норвегия                                        | 8.43,5 CR           | Людмила Брагина СССР                                                 | 8.46,3            | Джен Меррилл США                                                                  | 8.46,6            |
| 100 м с барьерами (ветер: 0,0 м/с) | Гражина Рабштын Европа/Польша                                      | 12,70 CR            | Йоханна Клир ГДР                                                     | 12,86             | Любовь Никитенко СССР                                                             | 12,87             |
| Прыжок в высоту                    | Розмари Аккерман ГДР                                               | 1,98 м CR           | Сара Симеони Европа/Италия                                           | 1,92 м            | Дебби Брилл Америка/Канада                                                        | 1,89 м            |
| Прыжок в длину                     | Линетт Яценко Океания/Австралия                                    | 6,54 м (0,0 м/с) CR | Ярмила Ныгрынова Европа/Чехословакия                                 | 6,48 м (+0,4 м/с) | Татьяна Скачко СССР                                                               | 6,48 м (−0,3 м/с) |
| Толкание ядра                      | Гелена Фибингерова [a] Европа/Чехословакия                         | 20,63 м [a] CR      | Светлана Крачевская [a] СССР                                         | 20,39 м [a]       | Марен Зайдлер [a] США                                                             | 15,50 м [a]       |
| Метание диска                      | Фаина Велева СССР                                                  | 68,10 м CR          | Арджентина Менис Европа/Румыния                                      | 63,38 м           | Сабине Энгель ГДР                                                                 | 63,12 м           |
| Метание копья                      | Рут Фукс ГДР                                                       | 62,36 м CR          | Надежда Якубович СССР                                                | 62,02 м           | Тереза Сандерсон Европа/Великобритания                                            | 60,30 м           |
| Эстафета 4×100 м                   | Европа Эльвира Поссекель Андреа Линч Аннегрет Рихтер Соня Ланнамен | 42,51 CR            | ГДР · Моника Хаман · Роми Шнайдер · Ингрид Брестрих · Марлис Эльснер | 42,65             | СССР · Вера Анисимова · Людмила Маслакова · Марина Сидорова · Людмила Сторожкова  | 42,91             |
| Эстафета 4×400 м                   | ГДР · Беттина Попп · Барбара Круг · Кристина Бремер · Марита Кох   | 3.24,04 CR          | Европа Рита Боттильери Донна Хартли Дагмар Фурман Ирена Шевиньская   | 3.25,8            | СССР · Людмила Аксёнова · Наталья Соколова · Татьяна Пророченко · Марина Сидорова | 3.27,0            |

a  В конце 1977 года стало известно, что толкательница ядра Илона Слупянек из ГДР сдала положительный допинг-тест на анаболические стероиды на августовском Кубке Европы. Спортсменка была дисквалифицирована на год, а все её выступления после даты взятия пробы аннулированы, в том числе первое место на Кубке мира — 1977 с результатом 20,93 м.